# Reacción de desplazamiento
En una reacción de desplazamiento, un átomo de un compuesto se reemplaza por un átomo de otro elemento:
A + BC → AC + B
La mayoría de las reacciones de desplazamiento se agrupan en tres subcategorías:
- Desplazamiento de hidrógeno
- Desplazamiento de metal
- Desplazamiento de halógeno

## Desplazamiento de hidrógeno
Todos los metales alcalinos y algunos metales alcalinotérreos (Ca, Sr y Ba), que son los más reactivos de los elementos metálicos, desplazarán al hidrógeno del agua fría:
2Na(s) + 2H2O(l) → 2NaOH(ac) + H2(g)
Los metales menos reactivos, como el aluminio y el hierro, reaccionan con vapor de agua para dar gas hidrógeno:
2Al(s) + 3H2O(g) → Al2O3(s) + 3H2(g)
Muchos metales, incluidos los que no reaccionan con el agua, pueden desplazar al hidrógeno de los ácidos. Por ejemplo el Zinc (Zn) y el magnesio (Mg) no reaccionan con el agua pero sí con el ácido clorhídrico:
Zn(s) + 2HCl(ac) → ZnCl2(ac) + H2(g)
Mg(s) + 2HCl(ac) → MgCl2(ac) + H2(g)
Estas reacciones se utilizan para preparar gas hidrógeno en el laboratorio.

## Desplazamiento de metal
Un metal de un compuesto también puede ser desplazado por otro metal en estado libre. Una forma sencilla de predecir si en realidad va a ocurrir una reacción de desplazamiento de un metal o de hidrógeno, es referirse a una serie de actividad.
De acuerdo con esta serie, cualquier metal que se ubique arriba del hidrógeno, lo desplazará del agua o de un ácido, pero los metales situados debajo del hidrógeno no reaccionarán ni con agua ni con ácidos.
Las reacciones de desplazamiento de metal tiene muchas aplicaciones en los procesos metalúrgicos, en los cuales interesa separar los metales puros a partir de sus minerales.
El vanadio se obtiene por tratamiento de óxido de vanadio con calcio metálico.

## Desplazamiento de halógeno
El comportamiento de halógenos en reacciones de desplazamiento de los halógenos se puede resumir en otra serie de actividad:
F2 >Cl2 >Br2 > I2 elementos como agentes oxidantes disminuye conforme se avanza del flúor al yodo en el grupo VllA, así el flúor molecular se puede desplazar.